# Кекелія Амберкій Михайлович
Амберкій Михайлович Кекелія (1900, село Чагані або місто Самтредія Кутаїської губернії, тепер Грузія — розстріляний 11 грудня 1937, місто Тбілісі, тепер Грузія) — грузинський радянський державний діяч, 3-й секретар ЦК КП(б) Грузії, народний комісар землеробства Грузинської РСР. Член ЦК КП(б) Грузії.

## Життєпис
Народився в родині селянина-середняка. У 1912 році закінчив сільську церковнопарафіяльну школу в селі Чагані, в 1917 році — шестикласну школу, а в 1920 році — три класи гімназії в селі Кулаші Кутаїського повіту. У 1918 році вступив до комсомолу.
Член РКП(б) з липня 1918 року.
У березні 1921 — січні 1922 року — завідувач організаційного відділу Самтредського районного комітету Комуністичної спілки молоді (КСМ) Грузії.
З січня по квітень 1922 року — політичний керівник (політрук) інженерного батальйону РСЧА в місті Тифлісі.
У квітні — вересні 1922 року — секретар Самтредського районного комітету КСМ Грузії.
У вересні 1922 — червні 1923 року — завідувач агітаційно-пропагандистського відділу Кутаїського повітового комітету КСМ Грузії.
У червні 1923 — лютому 1924 року — голова центрального бюро піонерів ЦК КСМ Грузії в Тифлісі.
У лютому 1924 — серпні 1925 року — завідувач агітаційно-пропагандистського відділу Тифліського комітету ЛКСМ Грузії.
У серпні 1925 — травні 1926 року — завідувач агітаційно-пропагандистського відділу ЦК ЛКСМ Грузії.
У травні — жовтні 1926 року — інструктор ЦК КП(б) Грузії.
У жовтні 1926 — вересні 1927 року — завідувач організаційного відділу Ленінського районного комітету КП(б) Грузії міста Тифліса.
У вересні 1927 — червні 1928 року — завідувач організаційного відділу Аджарського обласного комітету КП(б) Грузії.
У червні 1928 — липні 1929 року — секретар Кутаїського повітового комітету КП(б) Грузії.
У липні 1929 — червні 1930 року — слухач річних курсів марксизму-ленінізму при ЦВК СРСР у Москві.
У червні 1930 — листопаді 1931 року — завідувач організаційного відділу ЦК КП(б) Грузії.
У листопаді 1931 — вересні 1932 року — заступник голови Колгоспцентру СРР Грузії в місті Тифлісі.
У вересні 1932 — січні 1934 року — відповідальний секретар Сігнахського районного комітету КП(б) Грузії.
У лютому 1934 — липні 1937 року — завідувач сільськогосподарського відділу ЦК КП(б) Грузії.
21 травня — липень 1937 року — 3-й секретар ЦК КП(б) Грузії.
22 липня — вересень 1937 року — народний комісар землеробства Грузинської РСР.
11 жовтня 1937 року заарештований органами НКВС Грузинської РСР. 4 грудня 1937 року постановою трійки НКВС по Грузинській РСР засуджений до вищої міри покарання. Розстріляний 11 грудня 1937 року в місті Тбілісі.
15 травня 1956 року посмертно реабілітований визначенням Військової колегії Верховного суду СРСР.

## Нагороди
- орден Леніна (22.03.1936)